# 翁隆
翁隆（英語：Chao Ong Long；？年？月？日—1760年？月？日），是万象王国的国王，赛塔提拉二世的长子，与翁本是亲兄弟。